# 約克 (緬因州)
約克（英語：York）是一個位於美國緬因州約克縣的鎮。

## 人口
根據2020年美國人口普查的數據，約克的面積為341.30平方千米，當中陸地面積為141.60平方千米，而水域面積為199.70平方千米。當地共有人口13723人，而人口密度為每平方千米40人。